# Конфигурация (химия)

(S)-(+)-Молочная кислота (слева) и (R)-(–)-молочная кислота (справа) являются несовместимыми в пространстве зеркальными отражениями друг друга

Конфигура́ция — постоянная геометрия молекулы, которая является результатом пространственного расположения её химических связей и атомов. Способность одного и того же набора атомов образовывать две и более разные молекулы разной конфигурации носит название стереоизомерия. Лекарственные средства одинакового химического состава, но разной конфигурации обладают разными физиологическими активностями, включая фармакологический эффект, токсикологию и метаболизм.
Понятие конфигурация не следует путать с понятием конформации, формы молекулы, которая изменяется за счёт вращения атомов или групп атомов вокруг химических связей.